# Nadagara subnubila
Nadagara subnubila är en fjärilsart som beskrevs av Inoue 1967. Nadagara subnubila ingår i släktet Nadagara och familjen mätare. Inga underarter finns listade i Catalogue of Life.